# 연속 TV 소설
연속 TV 소설(일본어: 連続テレビ小説 렌조쿠테레비쇼세츠[*]) 은 NHK가 1961년 방송을 시작한 텔레비전 드라마 시리즈이다. 흔히 아침 드라마(朝ドラ 아사도라[*])라고도 불린다. 주로 여성 주인공의 반생 · 생애를 중심으로 그를 둘러싼 가족과 가정을 그린 가족 드라마인 경우가 많다. 《NHK 대하드라마》 와 함께 NHK를 대표하는 드라마로 꼽힌다.

## 작품 목록
| #  | 제목                     | 원제               | 연도   | 배경                                   | 시청률 | 주연                                      |
| -- | ------------------------ | ------------------ | ------ | -------------------------------------- | ------ | ----------------------------------------- |
| 1  | 《딸과 나》              | 娘と私             | 1961   | 도쿄                                   | ―      | 키타자와 효                               |
| 2  | 《내일의 바람》          | あしたの風         | 1962   | 가가와                                 | ―      | 와타나베 후미코                           |
| 3  | 《새벽녘》               | あかつき           | 1963   | 도쿄                                   | ―      | 사부리 신                                 |
| 4  | 《소용돌이》             | うず潮             | 1964   | 히로시마/도쿄/나가노                   | 47.8   | 하야시 미치코                             |
| 5  | 《타마유라》             | たまゆら           | 1965   | 미야자키                               | 44.7   | 류 지슈                                   |
| 6  | 《오하나항》             | おはなはん         | 1966   | 에히메/도쿄                            | 56.4   | 가시야마 후미에                           |
| 7  | 《여로》                 | 旅路               | 1967   | 미에/홋카이도                          | 56.9   | 요코우치 다다시, 히이로 도모에            |
| 8  | 《내일이야 말로》        | あしたこそ         | 1968   | 도쿄                                   | 55.5   | 후지다 유미코                             |
| 9  | 《노부코와 할머니》      | 信子とおばあちゃん | 1969   | 사가                                   | 46.8   | 오타니 나오코                             |
| 10 | 《무지개》               | 虹                 | 1970   | 돗토리                                 | 48.8   | 미나미다 요코                             |
| 11 | 《마유코 혼자》          | 繭子ひとり         | 1971   | 아오모리/도쿄/미야기 히로시마/이시카와 | 55.2   | 야마구치 카린                             |
| 12 | 《쪽빛보다 푸르게》      | 藍より青く         | 1972   | 구마모토                               | 53.3   | 마키 히로코                               |
| 13 | 《북쪽의 가족》          | 北の家族           | 1973   | 홋카이도/이시카와                      | 51.8   | 다카하시 요코                             |
| 14 | 《하토코의 바다》        | 鳩子の海           | 1974   | 야마구치/이바라키                      | 53.3   | 사이토 고즈에→후지타 미호코               |
| 15 | 《하늘색의 시간》        | 水色の時           | 1975전 | 나가노/도쿄                            | 46.8   | 오타케 시노부                             |
| 16 | 《안녕하십니까》         | おはようさん       | 1975후 | 오사카                                 | 44.0   | 아키노 요코                               |
| 17 | 《구름의 융단》          | 雲のじゅうたん     | 1976전 | 아키타/도쿄                            | 48.7   | 아사지 요코                               |
| 18 | 《불의 나라에》          | 火の国に           | 1976후 | 구마모토                               | 43.9   | 스즈카 게이코                             |
| 19 | 《가장 먼저 보이는 별》  | いちばん星         | 1977전 | 야마가타                               | 44.9   | 다카세 하루나→고다이 미치코               |
| 20 | 《풍향계》               | 風見鶏             | 1977후 | 와카야마/효고                          | 48.3   | 아라이 하루미                             |
| 21 | 《오테이짱》             | おていちゃん       | 1978전 | 도쿄                                   | 50.0   | 유리 지카코                               |
| 22 | 《나는 바다》            | わたしは海         | 1978후 | 히로시마/교토                          | 42.1   | 아이하라 도모코                           |
| 23 | 《마네짱》               | マー姉ちゃん       | 1979전 | 후쿠오카/도쿄                          | 49.9   | 구마가이 마미                             |
| 24 | 《은어의 노래》          | 鮎のうた           | 1979후 | 사가/오사카                            | 49.1   | 야마자키 센리                             |
| 25 | 《낫짱의 사진관》        | なっちゃんの写真館 | 1980전 | 도쿠시마                               | 45.1   | 호시노 도모코                             |
| 26 | 《무지개를 짜다》        | 虹を織る           | 1980후 | 야마구치/효고                          | 45.7   | 곤노 미사코                               |
| 27 | 《풍작의 꽃》            | まんさくの花       | 1981전 | 아키타                                 | 42.4   | 나카무라 아케미                           |
| 28 | 《오늘도 맑은 날》       | 本日も晴天なり     | 1981후 | 도쿄                                   | 43.3   | 하라 히데코                               |
| 29 | 《하이칼라씨》           | ハイカラさん       | 1982전 | 가나가와/시즈오카                      | 44.9   | 테즈카 타케미                             |
| 30 | 《요-이 땅!》            | よーいドン         | 1982후 | 오사카/도쿄                            | 43.1   | 후지요시 쿠미코                           |
| 31 | 《오싱》                 | おしん             | 1983   | 야마가타/도쿄 사가/미에                | 62.9   | 고바야시 아야코→다나카 유코→오토와 노부코 |
| 32 | 《로망스》               | ロマンス           | 1984전 | 홋카이도/도쿄                          | 47.3   | 에노키 타카아키                           |
| 33 | 《마음은 언제나 레몬빛》 | 心はいつもラムネ色 | 1984후 | 오사카/도쿄                            | 48.6   | 신도 에이사쿠                             |
| 34 | 《미오츠쿠시》           | 澪つくし           | 1985전 | 지바                                   | 55.3   | 사와구치 야스코                           |
| 35 | 《최고의 북소리》        | いちばん太鼓       | 1985후 | 후쿠오카/오사카                        | 39.9   | 오카노 신이치로                           |
| 36 | 《하네콘마》             | はね駒             | 1986전 | 후쿠시마/미야기                        | 49.7   | 사이토 유키                               |
| 37 | 《교토의 바람》          | 都の風             | 1986후 | 교토/오사카/나라                       | 44.9   | 카노 미유키                               |
| 38 | 《춋쨩》                 | チョッちゃん       | 1987전 | 홋카이도/도쿄                          | 46.7   | 고무라 히로                               |
| 39 | 《핫사이 선생》          | はっさい先生       | 1987후 | 도쿄/오사카/시가                       | 44.5   | 와카무라 마유미                           |
| 40 | 《논짱의 꿈》            | ノンちゃんの夢     | 1988전 | 고치/도쿄                              | 50.6   | 후지타 토모코                             |
| 41 | 《준의 응원가》          | 純ちゃんの応援歌   | 1988후 | 와카야마/오사카/효고                   | 44.0   | 야마구치 토모코                           |
| 42 | 《청춘가족》             | 青春家族           | 1989전 | 도쿄/시즈오카                          | 44.2   | 이시다 아유미 · 시미즈 미사               |
| 43 | 《왓코의 금메달》        | 和っこの金メダル   | 1989후 | 야마구치/오사카                        | 40.5   | 와타나베 아즈사                           |

### 1990년대
- 1990년 《늠름히》 - (주연: 타나카 미노루)
- 1990년 《쿄, 두사람》 - (주연: 야마모토 요코/하타다 리에)
- 1991년 《너의 이름은》 - (주연: 스즈키 교카/쿠라타 테츠오)
- 1992년 《여자는 배짱》 - (주연: 이즈미 핀코/사쿠라이 사치코)
- 1992년 《히라리》 - (주연: 이시다 히카리)
- 1993년 《미녀》 - (주연: 도다 나호)
- 1993년 《카린》 - (주연: 호소카와 나오미)
- 1994년 《피아노》 - (주연: 쥰나 리사)
- 1994년 《봄이여, 오라》 - (주연: 야스다 나루미 → 나카다 요시코)
- 1995년 《달려》 - (주연: 미쿠니 카즈오)
- 1996년 《해바라기》 - (주연: 마츠시마 나나코)
- 1996년 《두 아이》 - (주연: 미쿠라 마나 → 이와사키 히로미/미쿠라 카나 → 키쿠치 마이코)
- 1997년 《아구리》 - (주연: 타나카 미사토)
- 1997년 《야마카라상》 - (주연: 사토 유미코)
- 1998년 《텐우라라》 - (주연: 스도 리사)
- 1998년 《얀차쿠레》 - (주연: 코니시 미호)
- 1999년 《스즈란》 - (주연: 히이라기 루미 → 토노 나가코 → 바이슈 치에코)
- 1999년 《아스카》 - (주연: 다케우치 유코)

### 2000년대
- 2000년 《나의 푸른 하늘》 - (주연: 타바타 토모코)
- 2000년 《오드리》 - (주연: 오카모토 아야)
- 2001년 《츄라상》 - (주연: 쿠니나카 료코)
- 2001년 《혼마몬》 - (주연: 이케와키 지즈루)
- 2002년 《사쿠라》 - (주연: 타카노 시호)
- 2002년 《만텐》 - (주연: 미야지 마오, 히카와 키요시)
- 2003년 《코코로》 - (주연: 나카고시 노리코)
- 2003년 《테루테루 가족》 - (주연: 이시하라 사토미)
- 2004년 《텐카》 - (주연: 후지사와 에마)
- 2004년 《와카바》 - (주연: 하라다 나츠키)
- 2005년 《파이트》 - (주연: 모토카리야 유이카)
- 2005년 《바람의 하루카》 - (주연: 무라카와 에리)
- 2006년 《순정 반짝》 - (주연: 미야자키 아오이)
- 2006년 《이모타코 난킨》 - (주연: 후지야마 나오미)
- 2007년 《돈도하레》 - (주연: 히가 마나미)
- 2007년 《치리토테친》 - (주연: 칸지야 시호리)
- 2008년 《히토미》 - (주연: 에이쿠라 나나)
- 2008년 《단단》 - (주연: 미쿠라 마나, 미쿠라 카나)
- 2009년 《츠바사》 - (주연: 타베 미카코)
- 2009년 《월 카메》 - (주연: 쿠라시나 카나)

### 2010년대
- 2010년 《게게게의 여보》 - (주연: 마츠시타 나오)
- 2010년 《철판》 - (주연: 타키모토 미오리)
- 2011년 《해님》 - (주연: 이노우에 마오 → 와카오 아야코)
- 2011년 《카네이션》 - (주연: 니노미야 아카리 → 오노 마치코 → 나츠키 마리)
- 2012년 《우메짱 선생》 - (주연: 호리키타 마키)
- 2012년 《순수한 사랑》 - (주연: 나츠나)
- 2013년 《아마짱》 - (주연: 노넨 레나)
- 2013년 《잘 먹었습니다》 - (주연: 안)
- 2014년 《하나코와 앤》 - (주연: 요시타카 유리코)
- 2014년 《맛상》 - (주연: 타마야마 테츠지/샬럿 케이트 폭스)
- 2015년 《마레》 - (주연: 츠치야 타오)
- 2015년 《아침이 온다》 - (주연: 하루)
- 2016년 《아빠 언니》 - (주연: 타카하타 미츠키)
- 2016년 《벳핀상》 - (주연: 요시네 쿄코)
- 2017년 《병아리》 - (주연: 아리무라 카스미)
- 2017년 《와로텐카》 - (주연: 아오이 와카나)
- 2018년 《절반, 푸르다》 - (주연: 나가노 메이)
- 2018년 《만복》 - (주연: 안도 사쿠라)
- 2019년 《나츠조라》 - (주연: 히로세 스즈)
- 2019년 《스칼릿》 - (주연: 토다 에리카)

### 2020년대
- 2020년 《옐》 - (주연: 쿠보타 마사타카)
- 2020년 《오초양》 - (주연: 스기사키 하나)
- 2021년 《어서와 모네》 - (주연: 키요하라 카야)
- 2021년 《컴 컴 에브리바디》 - (주연: 카미시라이시 모네, 후카츠 에리, 카와에이 리나)
- 2022년 《치무돈돈》 - (주연: 쿠로시마 유이나)
- 2022년 《춤추다!》 - (주연: 후쿠하라 하루카)
- 2023년 《난만》 - (주연: 카미키 류노스케)
- 2023년 《부기우기》 - (주연: 슈리)
- 2024년 《호랑이에게 날개》 - (주연: 이토 사이리, 하연수)
- 2024년 《오무스비》 - (주연: 하시모토 칸나)
- 2025년 《단팥빵》

## 수상 목록
- 신어·유행어 대상

| 연도   | 수상      | 작품              | 부문     |
| ------ | --------- | ----------------- | -------- |
| 1984년 | 오싱드롬  | 《오싱》          | 신어부문 |
| 2010년 | 게게게의~ | 《게게게의 여보》 | 연간대상 |
| 2013년 | 제제제    | 《아마짱》        | 연간대상 |
| 2014년 | 고키겐요  | 《하나코와 앤》   | 톱10     |

## 같이 보기
- 일본의 텔레비전 드라마